# Pseudopalaeosepsis nigricoxa
Pseudopalaeosepsis nigricoxa är en tvåvingeart som beskrevs av Ozerov 1992. Pseudopalaeosepsis nigricoxa ingår i släktet Pseudopalaeosepsis och familjen svängflugor. Inga underarter finns listade i Catalogue of Life.